# Хирів
Хирів — місто в Україні, адміністративний центр Хирівської міської громади Самбірського району Львівської області.

## Географія
Місто Хирів розташоване у Передкарпатті над річкою Стривігор, залізничний вузол.  Неподалік від міста діє пункт пропуску Смільниця — Кросцьєнко, на кордоні з Польщею.

## Назва
За часів Київської Русі, коли тутешні землі входили до Перемиського князівства, назва міста звучала як Хорив.
За однією з легенд, назва міста походить від київського князя Хорива. Як відомо місто Київ заснували троє братів Кий, Щек, Хорив та сестра Либідь. Після заснування Києва старший брат із сестрою залишилися в ньому господарювати, а Щек та Хорив пішли в Карпати шукати щастя-долі.
Насправді назва міста має більш прозаїчне, але одночасно і переконливіше пояснення. Місто розташоване в місцевості, багатій на соснові ліси, тому в основі його назви лежить слово хыр «сосна», присутнє в чуваській мові. Нині чуваші заселяють місця, далекі від Хирова, але їхні предки колись мешкали у Західній Україні і залишили після себе назви багатьох населених пунктів таких, як Верин, Гавареччина, Жукотин, Кимир, Кукезів, Куткир, Якторів та чимало інших.
Знову ж, Яків Головацький у переліку галицьких міст подає Хирів як видозмінений Прохирів , проте без жодних уточнень.

## Історія
Територія Хирова була заселена від прадавніх часів. Про це свідчить знахідка 1871 року римських монет IV століття н. е. біля залізничної станції.

### У литовсько-польській державі
В історичних джерелах Хирів згадується з 1374 року. Саме в цьому році князь Владислав Опольський видав привілей братам Гербуртам — Герберту і Фредерику (лицарям з Моравії) — на вічне володіння 10-ма селами в Перемишльському повіті. Серед цих сіл назване і село Хирів
У 1502—1505 роках Хирів був спустошеним татари.
У 1528 році польський король Сигізмунд I видав Анджеєві Тарлу привілей, яким дозволив «осадити» на території існуючого села містечко Хирів, який отримав герб Тарлів — сокиру. Для швидшого заселення і забудови жителі були звільненні від податків на 14 років. Привілей надавав містечку право проводити щороку по дві ярмарки і щопонеділка торги. У 1528 році містечку надано магдебурзьке право.
У 1531 році в місті, завдяки старанням його власника Анджея Тарла, 
виникає католицька парафія та будується перший дерев'яний костел. Приблизну кількість населення в Хирові 1589 року можливо визначити завдяки сплаті ним податків. Польський історик А. В. Яблоновський засвідчив, що в містечку налічувалося 84 будинки, в яких мешкало 420 осіб. Як і кожне місто, із самого початку існування, Хирів мав своє передмістя, що мало назву Хирівська Посада.
У серпні 1604 року в Хирові перебувало приватне українсько-польське військо, яке 20 червня 1605 року захопило Москву.
Згодом власниками містечка були Мнішеки, зокрема, сяніцький староста Францішек Бернард Мнішек (син львівського старости Єжи), його син — майбутній волинський воєвода Єжи Ян Вандалін, який мав намір отримати право складування вин в місті у 1664 році Юзеф Ян Мнішек.

### За часівГабсбургів
З 1772 року Хирів — під пануванням Австрії. У 1785 році в місті налічувалося 134 будинки, проживало 1055 осіб. У 1849 році місто повністю згоріло, через Хирів проходили російські війська, які були направлені на придушення революції в Угорщині.
Станом на 1900 рік в місті проживало 3658 осіб, з яких 1292 були українцями. Через Дністровську залізницю, яка побудова у 1876—1883 роках, з Хирова можна було дістатися до Стрия і далі  залізницею Ерцгерцога Альбрехта до Львова і Станіславова — Чернівців, а із Самбора, Стрия до Мукачева. По Першій Угорсько-галицькій залізниці (з 1872), яка була прокладена у напрямку Перемишля — Кракова і до Будапешту через Лупківський перевал (з 1896 року — двоколійна залізниця), розміщений на тодішньому кордоні коронного краю Галичини й словацьких земель Транслейтанії.

### Залізниця

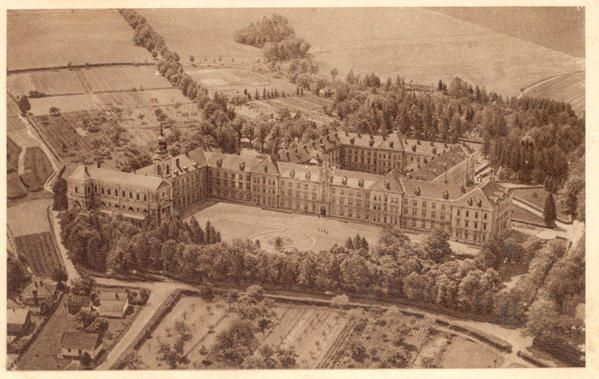
Науково-виховний заклад отців єзуїтів (Хирів)

У зв'язку з інтенсивною експлуатацією Бориславського родовища нафти, а також з можливістю швидше перекидати військові частини і техніку на теренах Австро-Угорської імперії, виникла потреба в залізничному сполученні. Концесію на побудову Дністрянської залізниці було видано 5 вересня 1870 року.

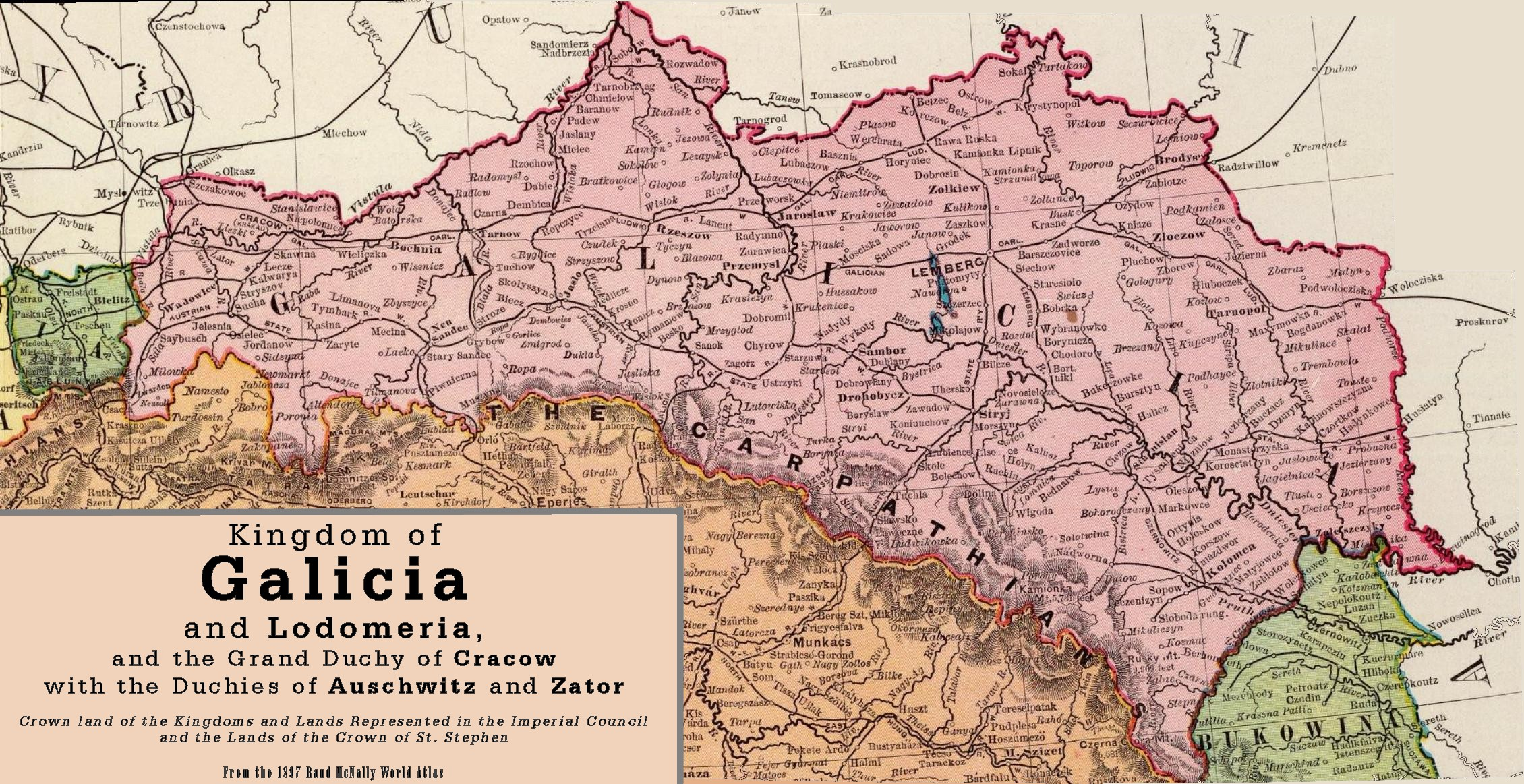
Хирів на карті залізниць Галичини (1897)

У 1872 році через місто було прокладено залізничну колію: 8 травня було відкрито рух до Перемишля, 1 липня — до Кросьценька.
Дільниця лінії Хирів — Самбір — Стрий Дністрянської залізниці (завдожки 100,21 км), стала першою державною залізницею в Австро-Угорщині.
Станція Хирів набула статусу важливої вузлової станції з двома залізничними вокзалами, що значно пожвавило розвиток торгівлі та ремесел.

### 1914—1918
1 серпня 1914 року розпочалася Перша світова війна. Хирів як вузлова станція мав винятково важливе стратегічне значення. Через місто щоденно прямувало до 40—50 поїздів. Про важливість Хирова як опорного пункту свідчить той факт, що 28 листопада 1914 року в ньому побував намісник австро-угорського престолу Кароль-Францішек Йозеф, а у квітні 1915 року російський цар Ніколай (Микола) ІІ.
3 березня 1918 року в місті відбулось «свято державності і миру» (віче) на підтримку дій уряду Української Народної Республіки, на якому були присутні близько 15 000 осіб.

### У часиЗУНР

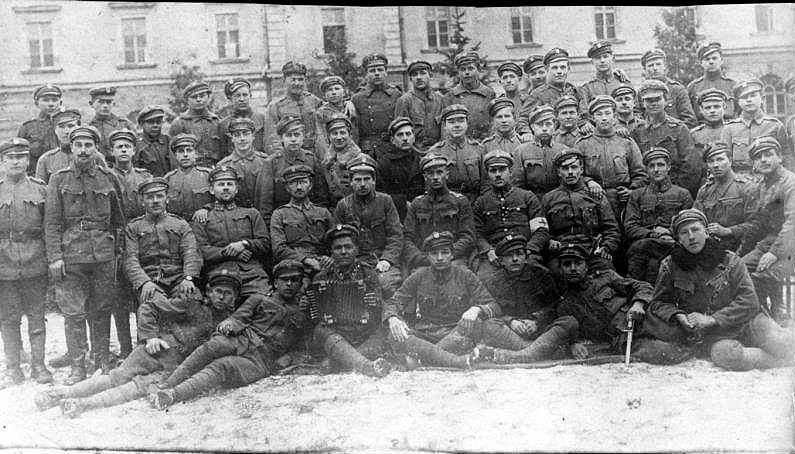
Польські окупаційні війська в Хирові (1919)

За часу існування ЗУНР Хирів став ареною боїв між українськими і польськими (окупаційними) військами. Одна з груп Галицької армії під час проведення Вовчухівської операції мала назву «Хирів». 4 грудня 1918 року чотири курені групи військ УГА «Хирів» під командуванням генерала Антона Кравса перейшли у наступ, 5 грудня місто було звільнене від польських окупантів. 18—19 грудня в напрямку Хирів — Самбір наступали поляки, які були зупинені наступом УГА на Городок. 20 грудня Хирів знову був окупований польськими шовіністами.
27 березня 1919 року в окупованому польськими шовіністами Хирові відбулися перемовини між делегаціями ЗУНР (склад: М.  Лозинський, генерал В. Генбачев (командир 3-го корпусу), підполковник Фідлєр, майор Долєжаль) та Польщі (склад: граф А. Скарбек, полковник М. Куліньскі, капітан Я. Розвадовскі тощо) за участю посла з Парижу генерала Ф. Кернана. Галичани запропонували припинити вогонь, мирні переговори провести в Парижі під опікою Верховної Ради.

### У складі польської держави

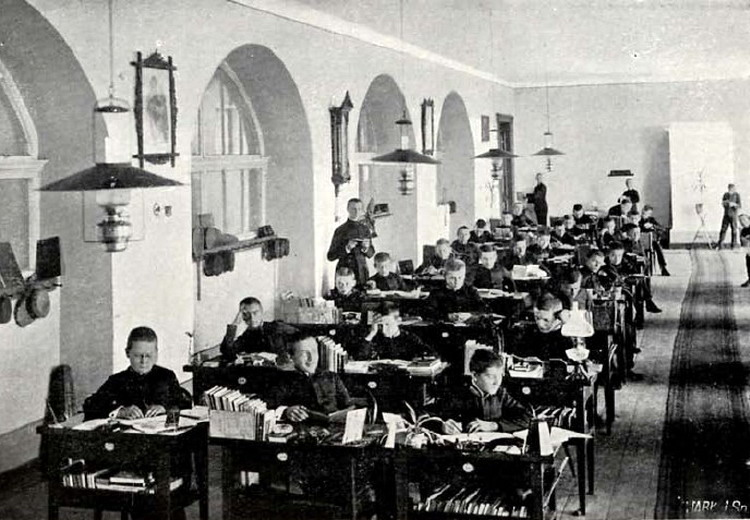
Вихованці Колегії єзуїтів

1924 року було розпочато будівництво Народного дому, а 1930 року він був відкритий у Посаді Хирівській. Промисловість у Хирові у міжвоєнний період розвивалася повільно. 1936 року в Хирові діяли два тартаки, два млини, дві меблеві фабрики і цегельний завод.
30 березня 1931 року село Посада Хирівська Старосамбірського повіту приєднане до міста. 1 квітня 1932 року місто передане зі Старосамбірського повіту до Самбірського, а 15 червня 1934 р. — до Добромильського.

### 1939—1941
Після нападу 1 вересня 1939 року Третього Рейху на Польщу й початку Другої світової війни та вторгнення СРСР до Польщі 17 вересня 1939 року згідно з пактом Молотова—Ріббентропа лінія розподілу території між Третім Рейхом та СРСР пройшла по ріці Сян. Хирівщина відійшла до радянської зони окупації. 27 листопада 1939 року була створена Дрогобицька область (обласний центр — місто Дрогобич). 17 січня 1940 року Указом Президії Верховної Ради УРСР в складі області утворено Хирівський район, а Хирів став його районним центром.

### Під німецько-гітлерівською окупацією
Під час Другої світової війни Хирів зазнав значних руйнувань. Євреїв Хирова німці відправили у Перемишльське гетто, де згодом усіх розстріляли. Чимало українців було відправлено на примусові роботи до Німеччини. Зруйновано синагоги: Стара хирівська синагога та Нова хирівська синагога.

### У складі УРСР
У серпні 1944 року Хирів був тимчасово окупований радянськими військами. Для боротьби з українськими патріотами в Хирові була створена катівня НКВС (нині там розташована початкова школа). Місто втратило своє транзитне значення, оскільки з прокладанням державного кордону між СРСР та Польщею припинений рух поїздів залізницею до Перемишля та  Словаччини. Статус прикордонної зони із забороною в'їзду до неї мешканців інших регіонів перетворив на депресивну зону. Із закриттям колегіуму єзуїтів місто втратило статус науково-навчального центру.
Більшість поляків після війни було переселено до Польщі. Натомість до Хирова прибували українці з тих українських земель, які відійшли до Польщі. Після війни йшло швидке відновлення підприємств. Наприкінці 1970-х років було створено МТС. у Хирові були відкриті цехи ВО «Полярон» — заводи «Екватор» та «Меридіан». До 2003 року дислокувалась Хирівська десантна бригада. Наприкінці 1980-х років почалося українське національне пробудження, і Хирів не залишився осторонь тих процесів. 1989 року в казармах Хирівської десантної бригади розмістилися підрозділи ЗМОПу (загони міліції особливого призначення). У вільний час змопівці влаштовували в Хирові бешкети. Відповіддю людей на ці дії став масовий стихійний мітинг протесту. А 26 серпня 1989 року на міському стадіоні під проводом Володимира Горбового, Мирона Коваля, Ярослава Гладкого та Андрія Лесика відбувся великий мітинг і установчі збори місцевого осередку Народного руху України. У серпні 1991 року гекачепісти спробували відновити радянську владу. У цих подіях своя роль відводилася Хирівській десантній бригаді. Радянський генерал Валентин Варенніков наполягав, щоб десантники зайняли всі стратегічні об'єкти Львова, проте командувач Прикарпатського військового округу не виконав наказ Вареннікова.

### У незалежній Україні
З 24 серпня 1991 року Хирів у складі незалежної України, є значним економічним і туристичним осередком держави.
В районі Посада Хирівська споруджено церкву парафії ПЦУ, названу на честь свята Покрови Пресвятої Богородиці. Настоятель — протоієрей Тарас (Микитин).
У 2015 році в місті відновлена ратуша, добудувавши чотирикутну вежу до вже існуючої будівлі, де розташовується Хирівська міська рада.
12 червня 2020 року, відповідно до розпорядження Кабінету Міністрів України № 718-р «Про визначення адміністративних центрів та затвердження територій територіальних громад Львівської області», Хирів набув статусу адміністративного центру Хирівської міської громади.

## Населення
| 1890    | 1921    | 1970    | 1998    | 2001    | 2017    | 2023    |
| ------- | ------- | ------- | ------- | ------- | ------- | ------- |
| → 2 574 | ↗ 2 654 | ↗ 3 500 | ↗ 5 100 | ↘ 4 595 | ↘ 4 167 | ↗ 4 249 |

### Національний склад
Розподіл населення за національністю за даними перепису 2001 року:
| Національність  | Відсоток |
| --------------- | -------- |
| українці        | 96.78%   |
| росіяни         | 2.18%    |
| поляки          | 0.67%    |
| інші/не вказали | 0.37%    |

### Мова
Розподіл населення за рідною мовою за даними перепису 2001 року:
| Мова            | Кількість | Відсоток |
| --------------- | --------- | -------- |
| українська      | 4475      | 97.39%   |
| російська       | 91        | 1.98%    |
| польська        | 21        | 0.46%    |
| білоруська      | 2         | 0.04%    |
| болгарська      | 1         | 0.02%    |
| інші/не вказали | 5         | 0.11%    |
| Усього          | 4595      | 100%     |

## Місцевості

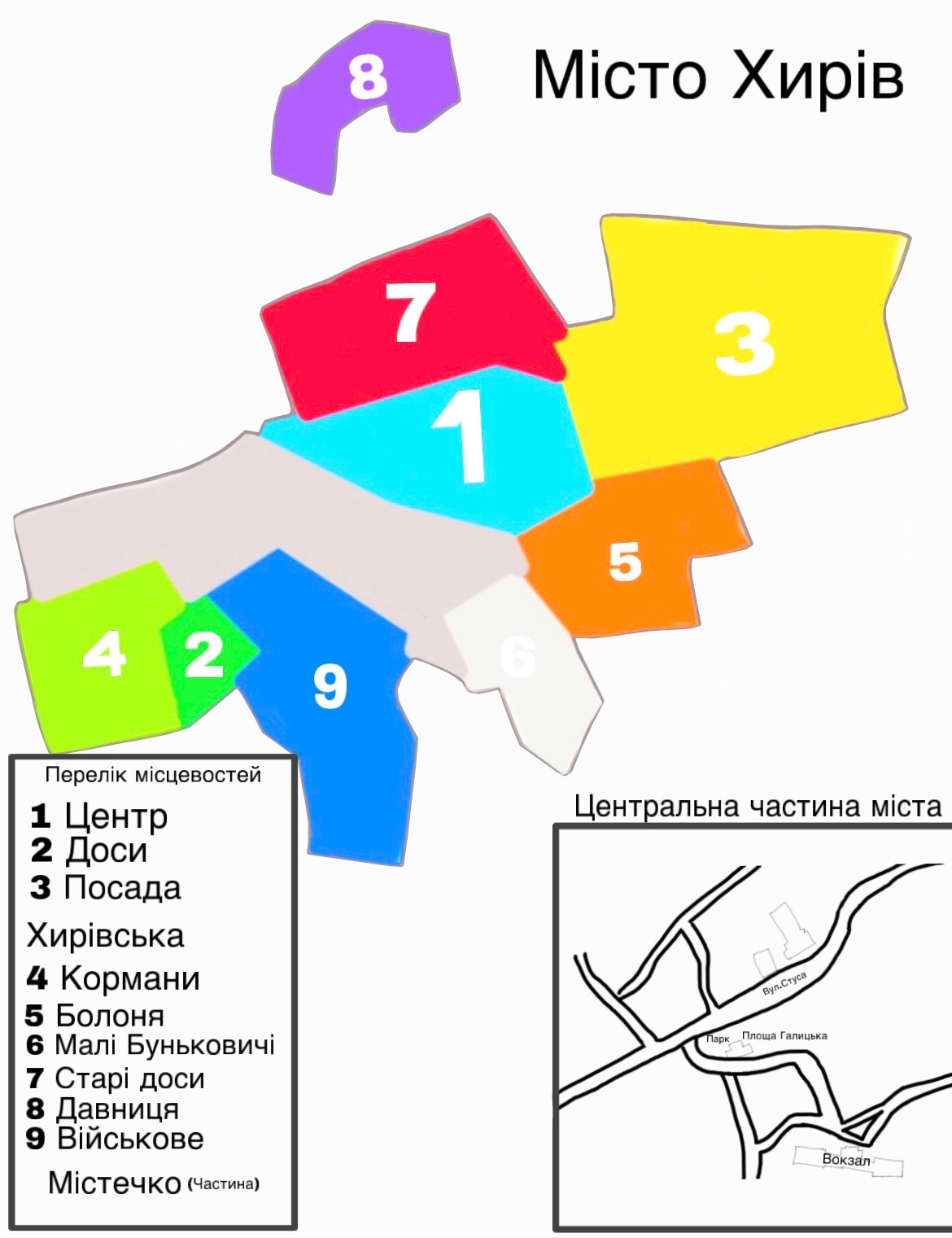
Умовний поділ міста Хирів на райони

У Хирові, як і у більшості стародавніх населених пунктів, існують назви місцевостей. Наразі в Хирові збереглись такі мікротопоніми:
- Посада Хирівська(Посада)
- ДОСи
- Кормани
- Старі Доси
- Малі Буньковичі
- Давниця
- Болоня
- Трикутник
- Загумені

## Пам'ятки архітектури
- Колегія єзуїтів і каплиця святого Йосифа (конвікт)
- Хирівська ратуша
- Церква Різдва Пресвятої Богородиці м. Хирів
- Хирівський залізничний вокзал
- Костел св. Лаврентія

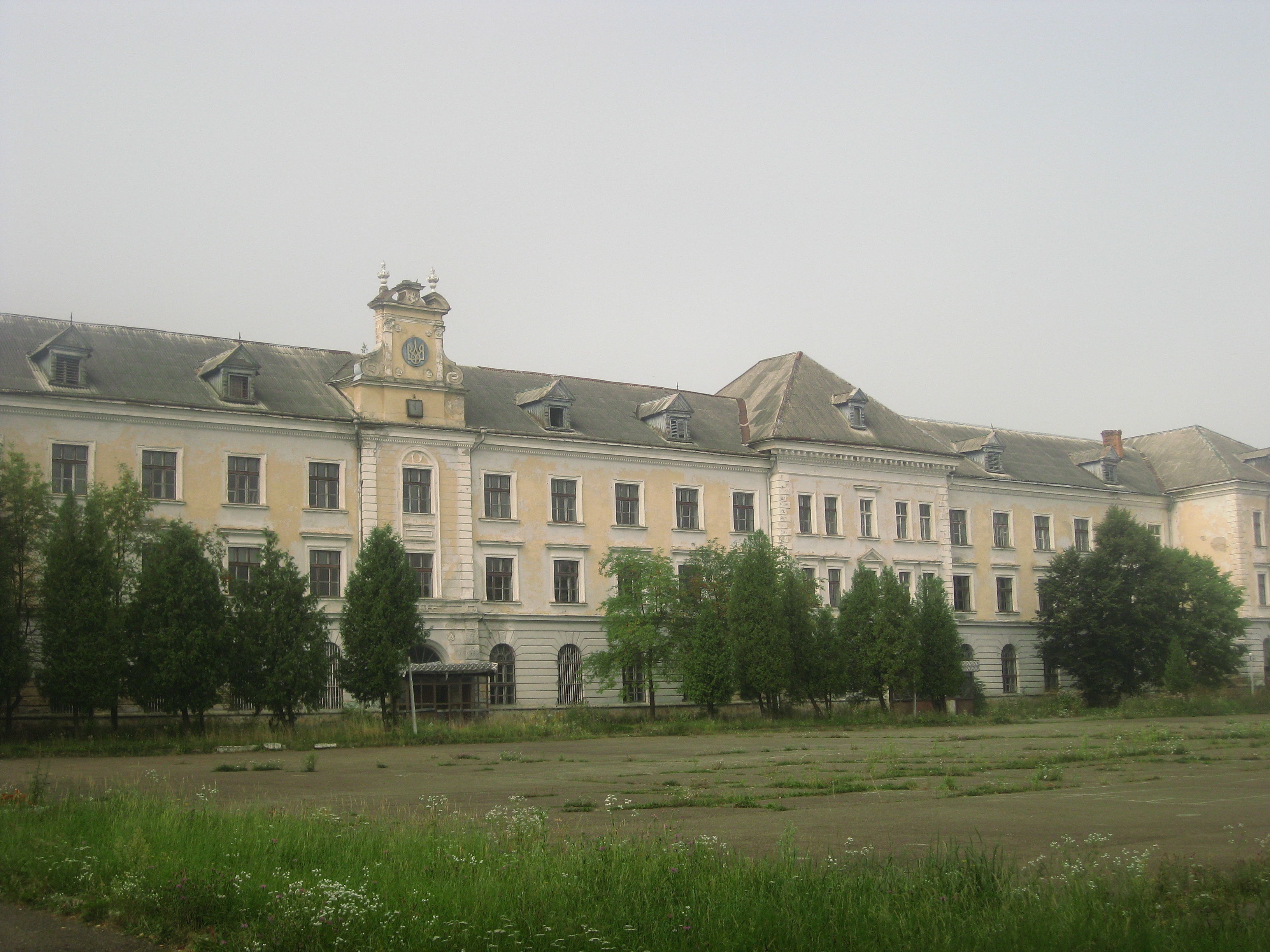
Хирівський конвікт
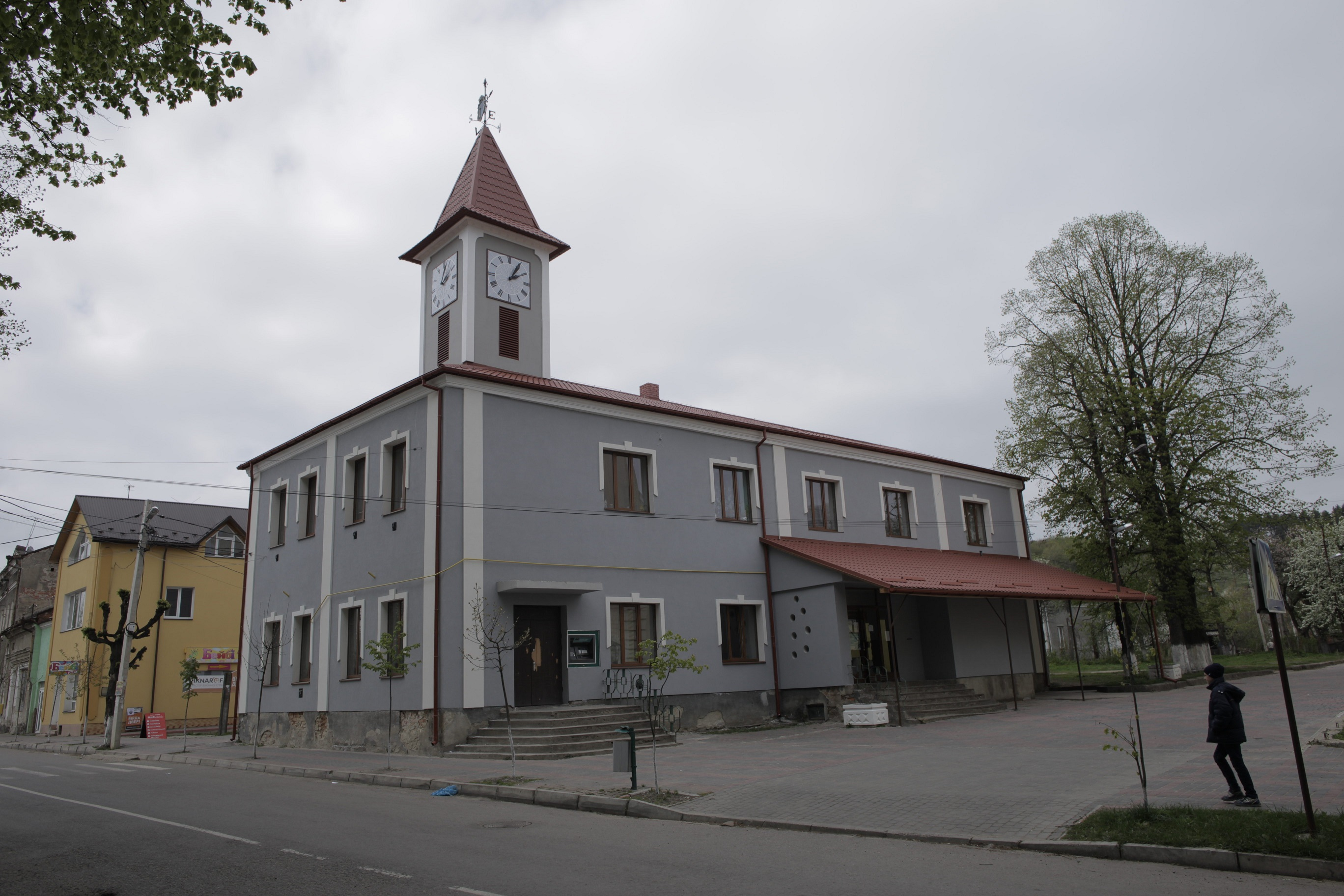
Хирівська ратуша (2017)
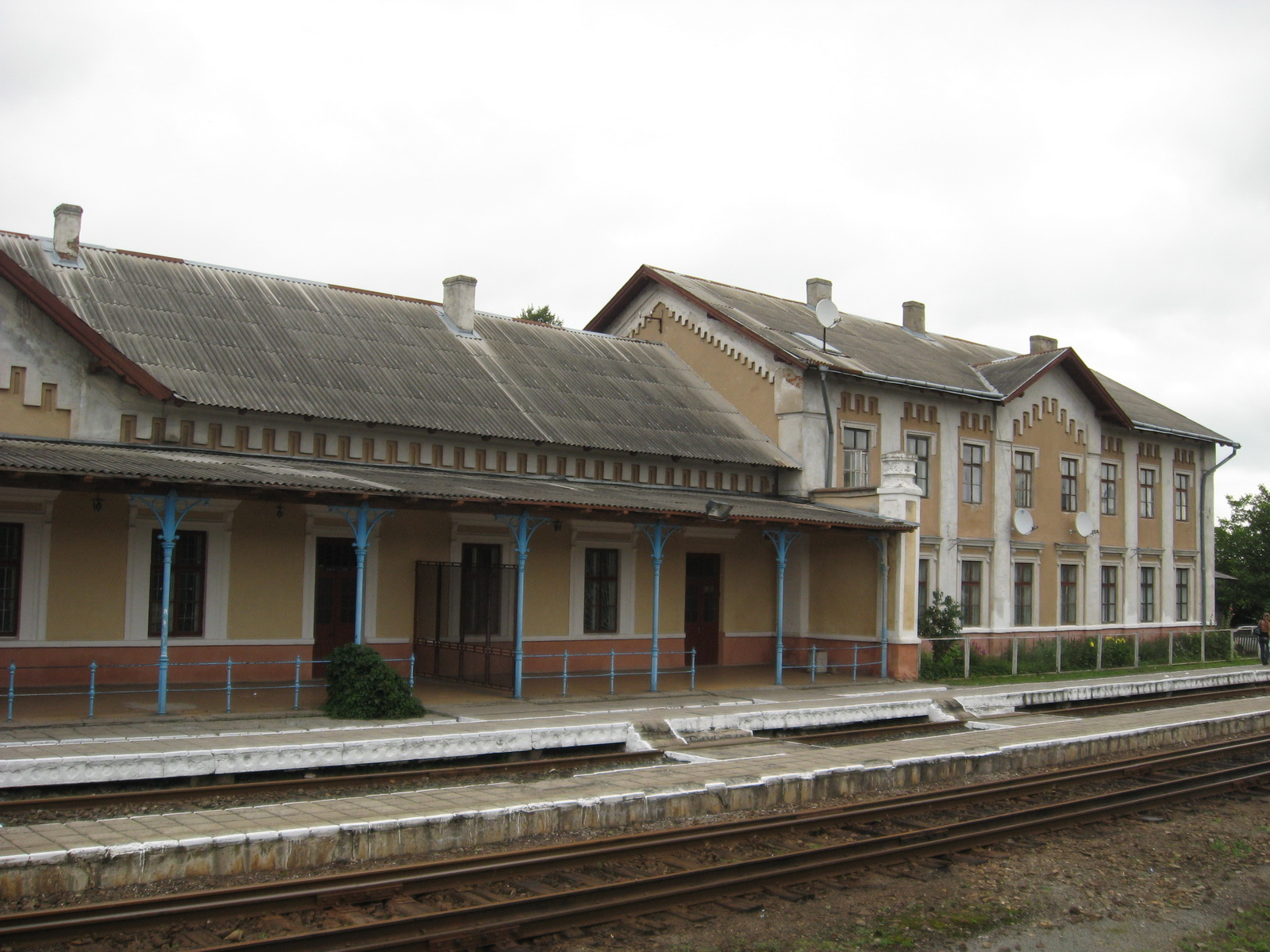
Вокзал станції Хирів
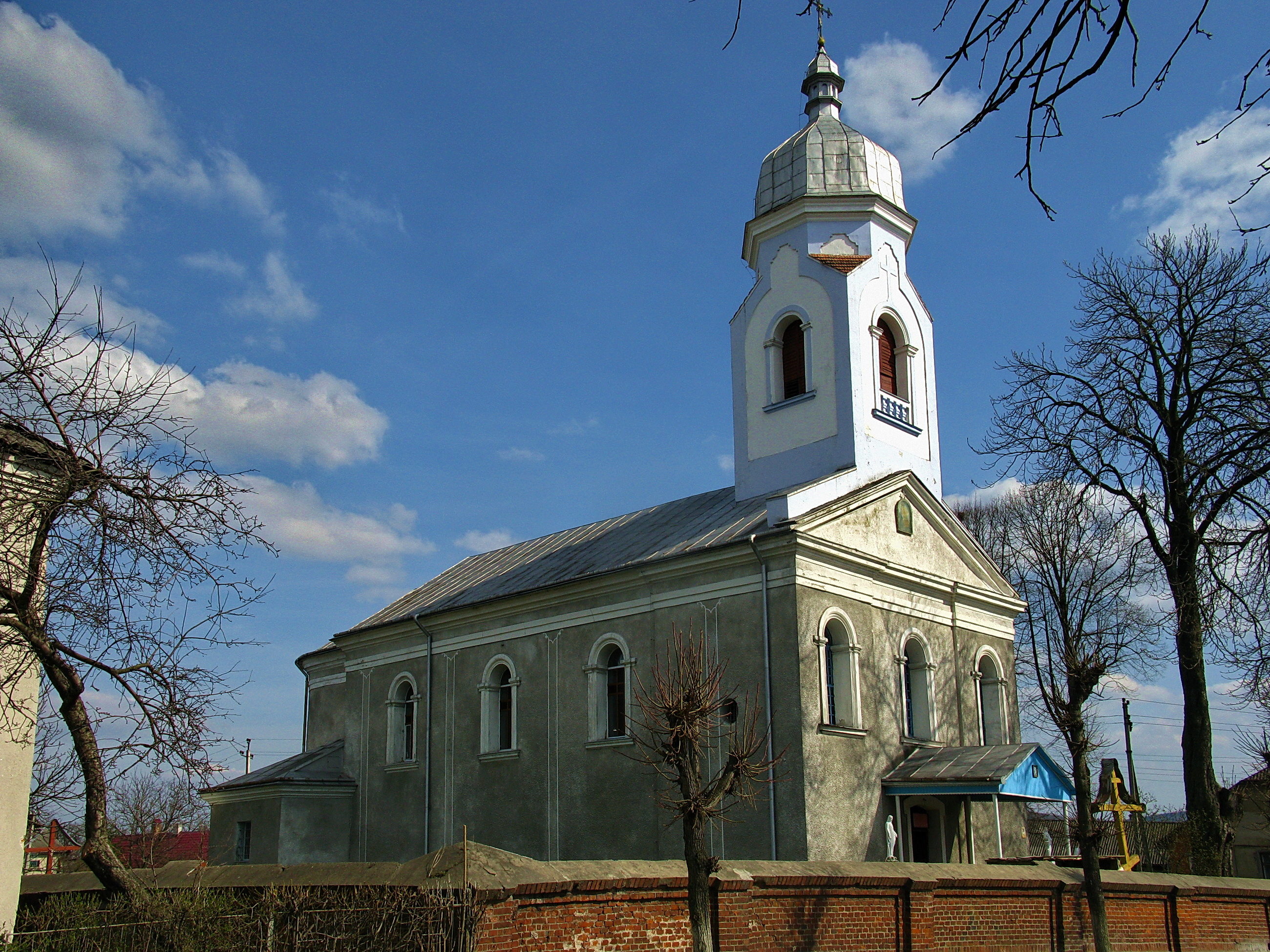
Церква Різдва Пресвятої Богородиці
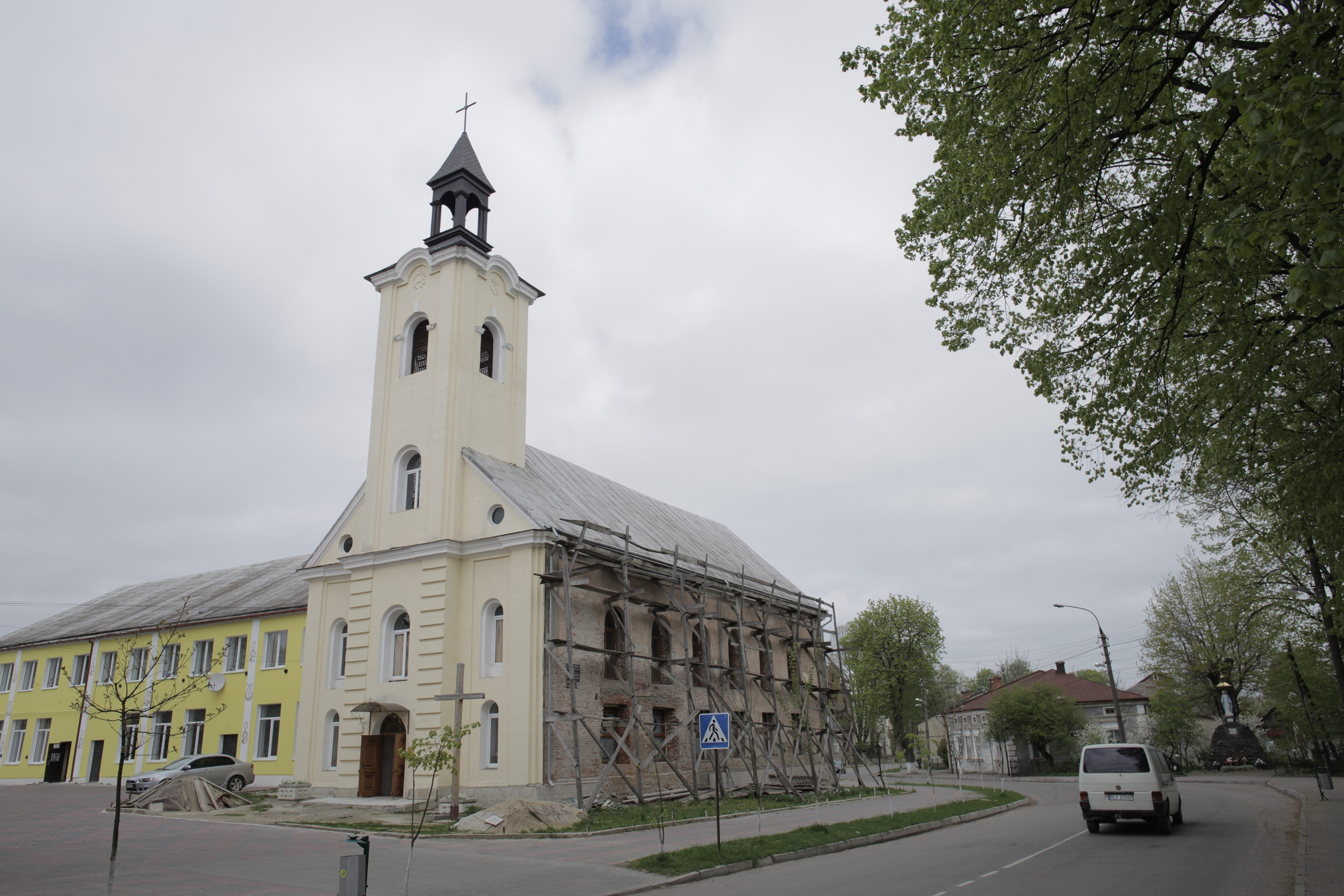
Костел святого Лаврентія (2017)

## Відомі особи
Уродженці
- Михайло Гальо (псевдо: «Коник»; нар. 1914 — пом. 1946) — підполковник УПА (посмертно), командир Перемиського куреня УПА (ТВ-26 «Лемко»).
- Богдан Галайко (нар. 24 лютого 1984) — український військовий історик та громадський діяч. Директор Національного Науково-дослідного інституту українознавства МОН України.
- Іван Хома (27 листопада 1923 — 3 лютого 2006) — єпископ Української греко-католицької церкви
- Пастернак Ярослав Іванович — український археолог, професор.
- Дем'ян Гладилович — громадський діяч, професор, співзасновник газети «Діло».
- Тетяна Козаченко — українська громадська діячка.
- Емілія Підвисоцька (* 1975) — українська акторка.
- Теофіл Ольшанський — діяч УВО, у 1924 році здійснив спробу замаху на Президента Польщі Ст. Войцеховського.
- Стефанович-Ольшанська Михайлина — українська малярка-іконографка, графікеса.
- Брати Коропеї (Остап, Осип, Володимир, Ярослав) — фундатори ОУН в Хирові, Володимир — Президент асоціації лікарів США.
- Удяна Єдлінська — українська мовознавиця, дійсна членкиня НТШ.
- Марія Прокопець — поетка.
- Наталія Чайковська (до шлюбу Гладилович; 12 червня 1860 — 19 листопада 1938) — українська громадська діячка.
- Сачек Володимир Володимирович (1988—2014) — старший солдат Збройних сил України, учасник російсько-української війни 2014—2022.
- Ярина Сенчишин — поетка і перекладачка.
- Раєвський Віталій Анатолійович — Генерал-майор. Начальник Аеромобільних військ ЗС України.
- Роман Бандурський (29 липня 1874 — 1949) — польський архітектор.

Мешканці
- Юзеф Никорович (2 квітня 1827, під Львовом — 6 січня 1890) — вірменин, журналіст, композитор
- Роман Абрагам — польський військовий діяч, бригадний генерал (1938).
- Никодим Бернацький — польський скрипаль і композитор.

## Гашек у Хирові
1916 року в Хирові побував відомий письменник-сатирик Ярослав Гашек, що відображено у творі «Пригоди бравого вояка Швейка»:
|  | «Жандарми були мадяри і, незважаючи на Швейкові протести, відволокли його в етапне управління в Хирові, де зарахували до транспорту російських полонених, призначених працювати на ремонті залізничної колії в напрямку Перемишля…». |

Через Хирів пролягає туристичний маршрут «Шляхами бравого вояка Швейка».

## Галерея

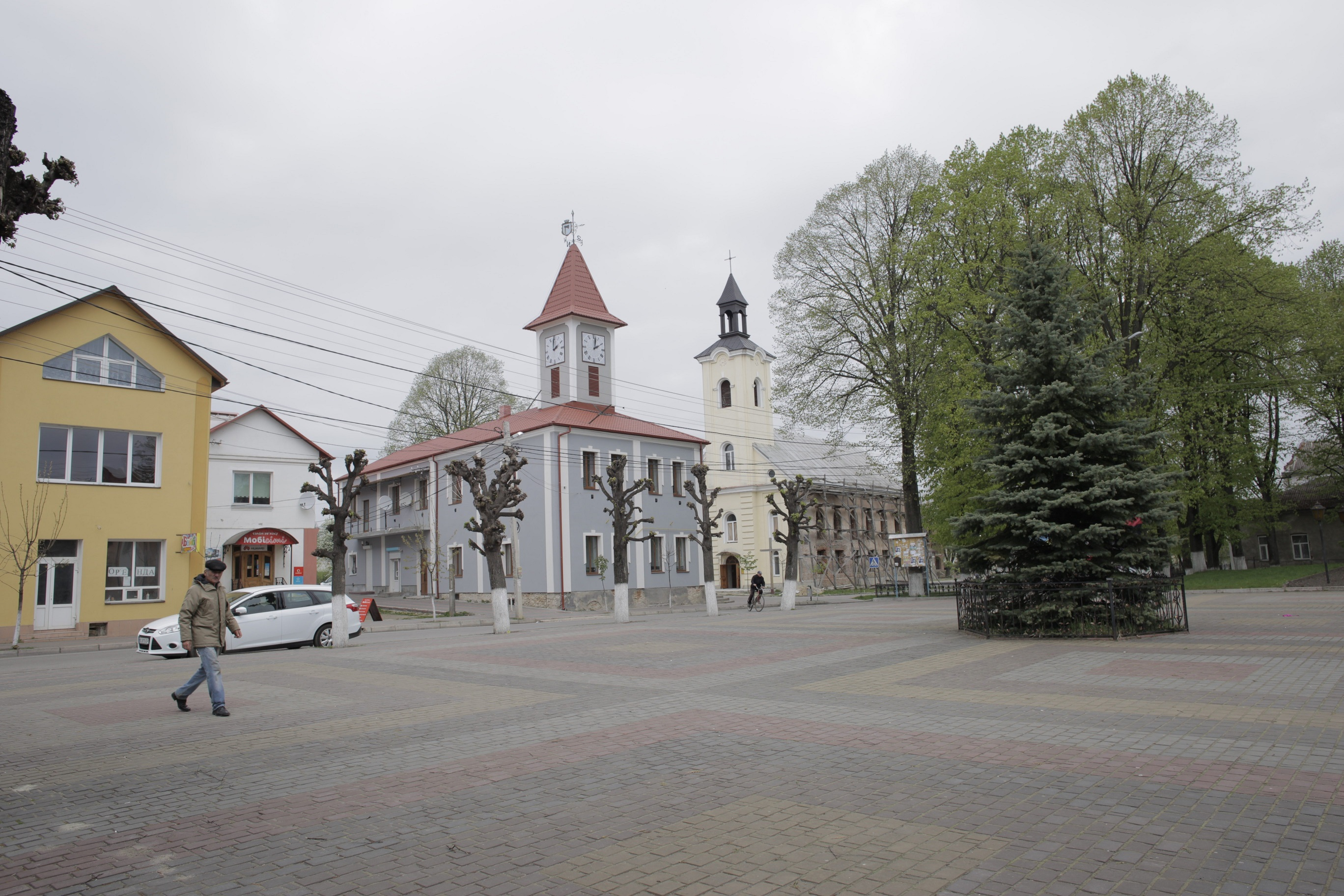
Центральна площа (2017)
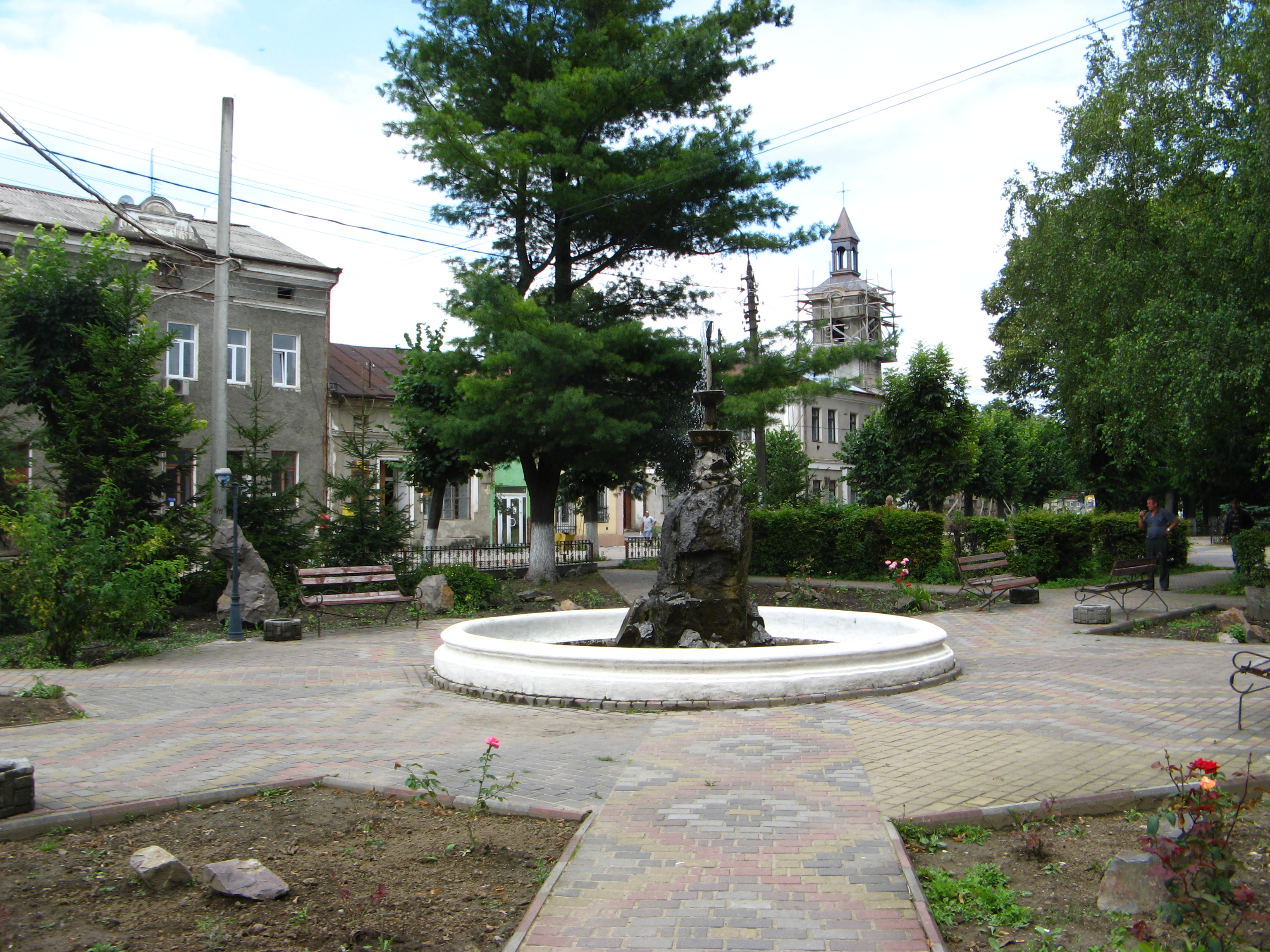
Фонтан на центральній площі
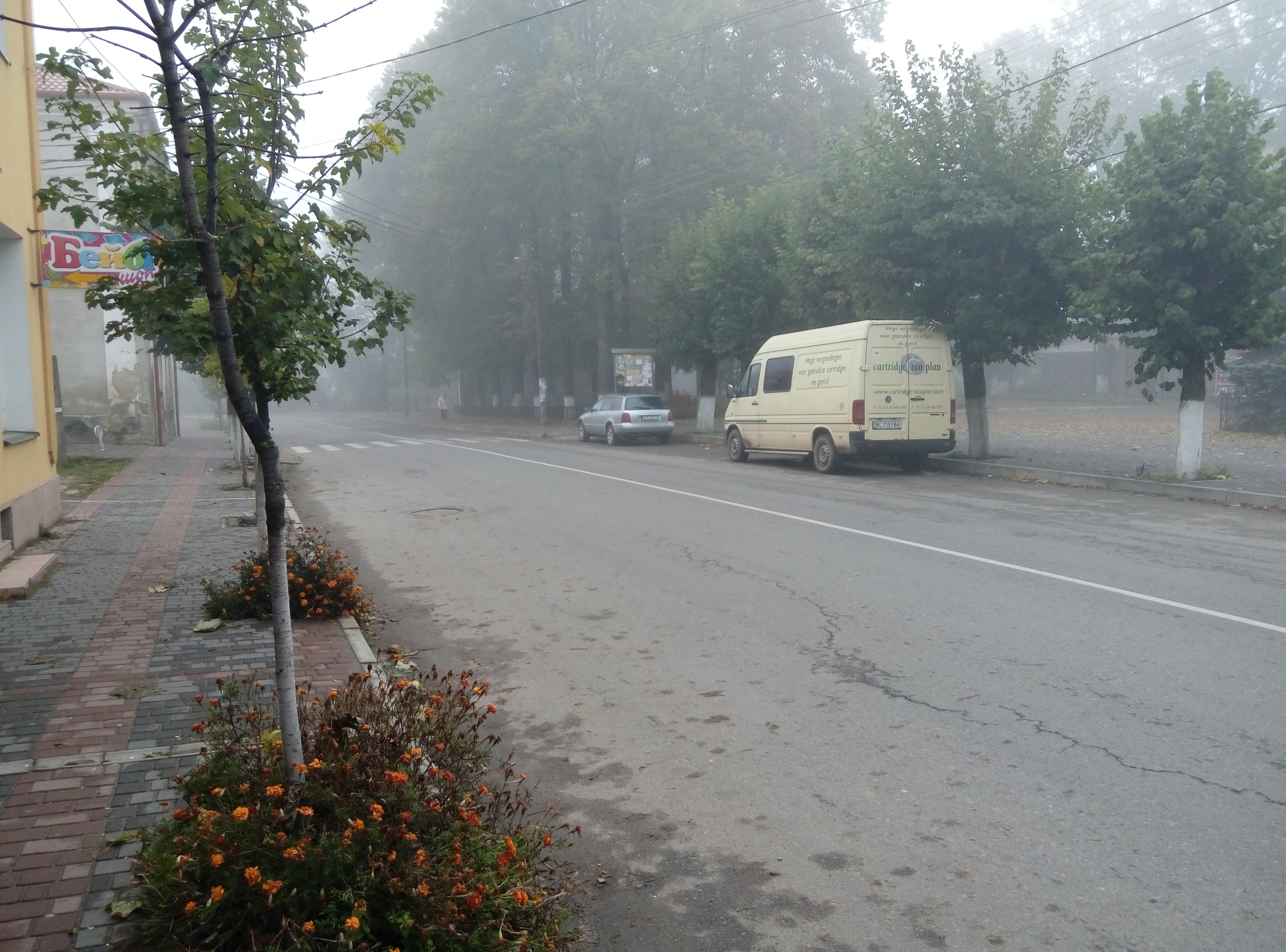
Центральна вулиця
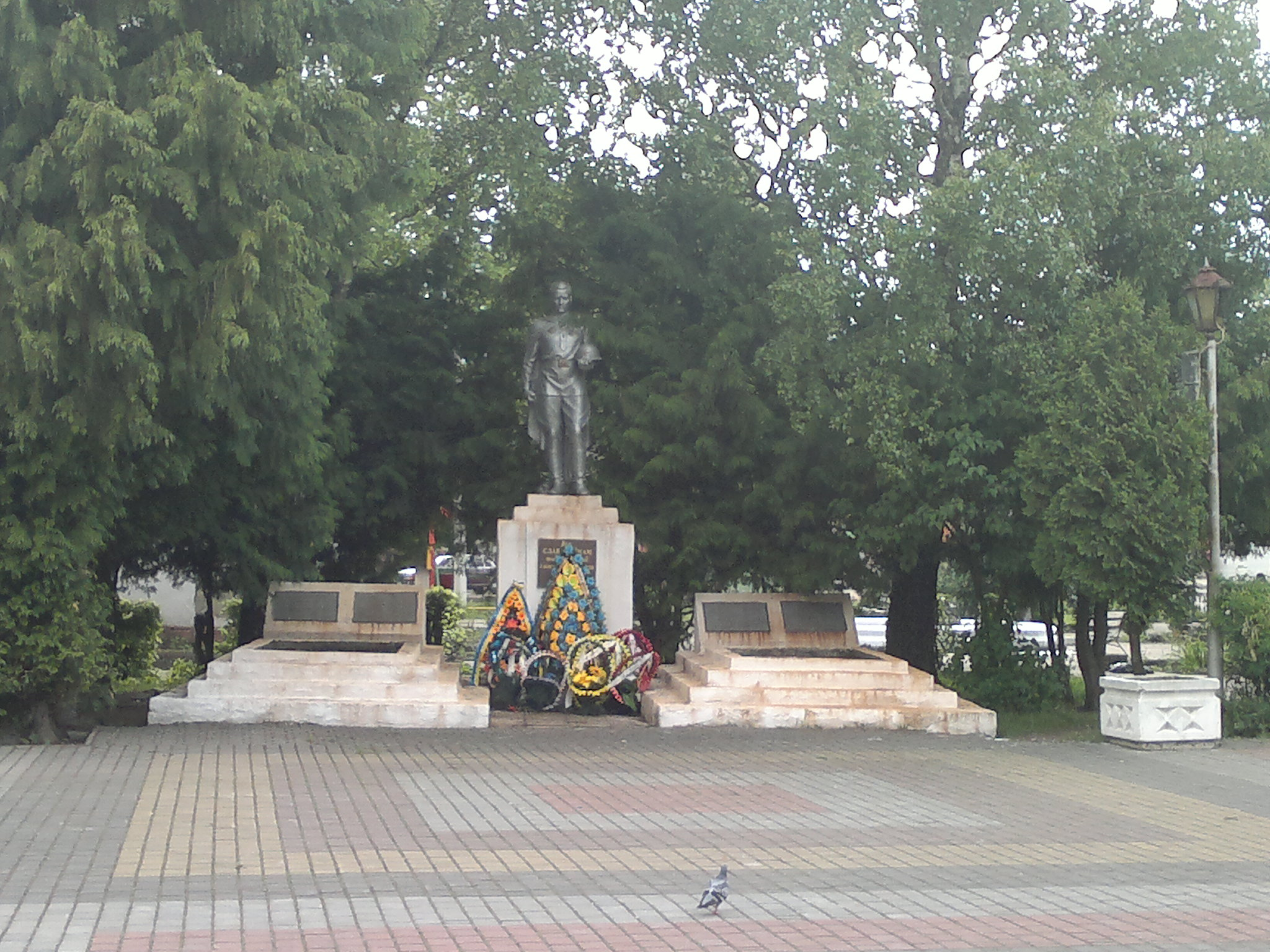
Пам'ятник радянським воїнам
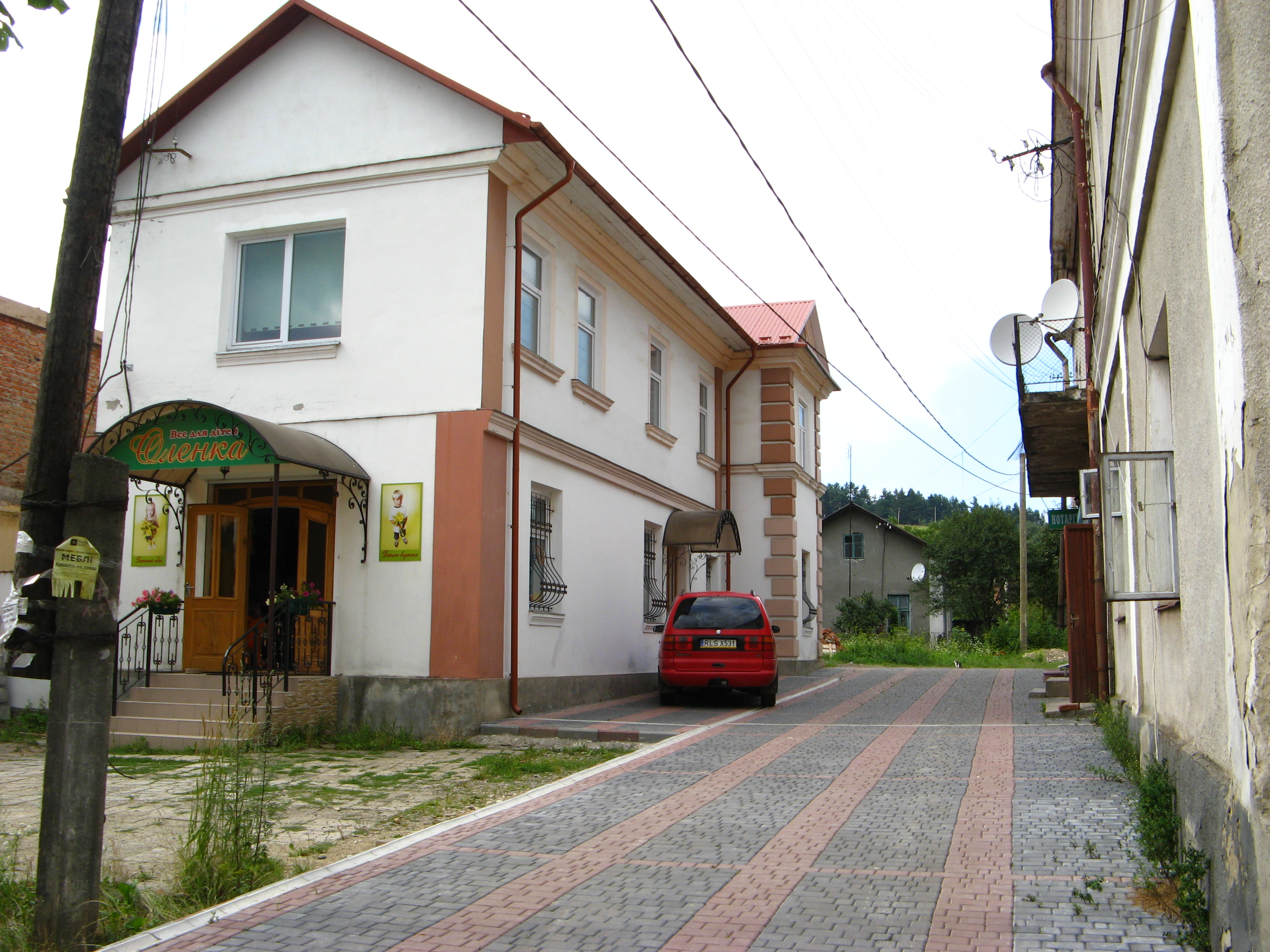
Кам'яниця в центрі міста